# Johnny Hansen (Fußballspieler, 1964)
Johnny Hansen (* 25. März 1964 in Kopenhagen) ist ein ehemaliger dänischer Fußballspieler. Während seiner Laufbahn stand der Mittelfeldspieler unter anderem beim SK Sturm Graz und dem Ikast FS unter Vertrag. Er bestritt zwei Länderspiele für die dänische Nationalmannschaft.

## Karriere
Johnny Hansen begann seine fußballerische Laufbahn beim Rosenhøj BK, ab 1983 spielte er erstmals für den Hvidovre IF. Während seiner zwei Engagements für den Klub absolvierte er 39 Partien und erzielte dabei drei Tore. Zwischen 1985 und 1987 stand er beim SK Sturm Graz in der österreichischen Bundesliga unter Vertrag. Sein einziger Treffer in 24 Spielen für die Steirer gelang ihm am 30. August 1986 bei einem 2:0-Heimsieg gegen den SK VÖEST Linz.
Sein mit Abstand längstes Engagement hatte Hansen beim Ikast FS, für den er in 132 Ligaspielen 25 Tore schoss und gleich in seiner ersten Saison dänischer Vizemeister wurde. 1988 gewann er nach Siegen gegen Sturm, Beitar Jerusalem und Shimshon Tel Aviv den Intertoto-Cup. Im folgenden Winter absolvierte er unter Trainer Sepp Piontek zwei Länderspiele für die dänische Nationalmannschaft. Die beiden Testspiele gegen Finnland und Algerien wurden im Ta’ Qali-Stadion auf Malta ausgetragen und endeten jeweils torlos. Nach fünf Saisonen in Ikast und weiteren Stationen beim Vejle BK und Herning Fremad kehrte er noch einmal nach Hvidovre zurück, ehe er seine aktive Laufbahn bis 1998 bei Fremad Amager ausklingen ließ.

## Erfolge
- Dänischer Vizemeister 1987
- UEFA-Intertoto-Cup-Sieger 1988